# Calkiní
Calkiní là một đô thị thuộc bang Campeche, México. Năm 2005, dân số của đô thị này là 49850 người.